# Leonurus sibiricus
Leonurus sibiricus är en kransblommig växtart som beskrevs av Carl von Linné. Enligt Catalogue of Life ingår Leonurus sibiricus i släktet hjärtstillor och familjen kransblommiga, men enligt Dyntaxa är tillhörigheten istället släktet hjärtstillor och familjen kransblommiga. Arten förekommer tillfälligt i Sverige, men reproducerar sig inte. Inga underarter finns listade i Catalogue of Life.